# Test de régression
 (avril 2023).
Si vous disposez d'ouvrages ou d'articles de référence ou si vous connaissez des sites web de qualité traitant du thème abordé ici, merci de compléter l'article en donnant les références utiles à sa vérifiabilité et en les liant à la section « Notes et références ».
Pour les articles homonymes, voir Régression.
Un test de régression, ou test de non-régression, est un test ayant pour but de détecter les régressions introduites dans un logiciel après un changement effectué dans celui-ci. 
Une régression est un défaut qui se produit après une modification d'un logiciel lorsque des fonctionnalités existantes ne sont plus réalisées aussi bien qu'avant. Les régressions peuvent apparaitre à l'occasion de n'importe quel changement établi dans un logiciel : corrections de bogues, ajout de nouvelles fonctionnalités, modification de fonctionnalités existantes ou modification d'un composant externe au logiciel lui-même (nouvelle version du système, de l'interface graphique, d'un compilateur ou d'une bibliothèque tierce qui interviennent dans son fonctionnement). Il est donc intéressant d'être en mesure de repérer les régressions, par le biais de tests automatisés ou non, avant la mise à disposition de la nouvelle version du logiciel auprès des utilisateurs.

## Définition
Un test de régression est un ensemble de tests d’un programme préalablement testé, après une modification, pour s’assurer que des défauts n’ont pas été introduits ou découverts dans des parties non modifiées du logiciel. Ces tests sont effectués quand le logiciel ou son environnement est modifié,.
L'expression non-régression est parfois employée dans un sens différent pour les logiciels dont le mécanisme d'installation garantit que l'on n'écrasera pas involontairement une version plus récente déjà installée ; c'est le cas entre autres de Python, VLC et Java[réf. souhaitée].

## Intérêt
L'intérêt principal de ces tests est de limiter les anomalies relevées lors de la recette de l'application, voire, ce qui est pire, une fois l'application mise à disposition des utilisateurs. Ils viennent compléter les tests unitaires et les tests d'intégration en amont des tests de recette.

## Difficultés

### Les tests de régression sont longs à exécuter
Même si le changement effectué sur le système est mineur, il est prudent de couvrir le plus de cas possibles, afin d'assurer que le reste du logiciel fonctionne toujours de la même manière. Les tests de régression représentent de nombreux scénarios et peuvent donc être fastidieux à rejouer.

### Aucun test ne garantit l'absence de défauts
Comme l'a rappelé Edsger Dijkstra,
« Program testing can be a very effective way to show the presence of bugs, but it is hopelessly inadequate for showing their absence. »
— Edsger W. Dijkstra
, The Humble Programmer (1972)

« Tester des programmes peut révéler des bugs très efficacement, mais cela ne permet pas d’en démontrer l’absence. »
— The Humble Programmer (1972)

## Solutions

### Automatisation des tests
Des programmes spécialisés permettent d'automatiser ces tests. Nommés robots de tests, ils simulent généralement l'activité d'un utilisateur en rejouant un scénario prédéfini, parfois enregistré depuis des sessions réelles, et contrôlent que le résultat nouvellement obtenu est conforme au résultat de la version antérieure. Parfois, ce programme est directement inclus dans le logiciel lui-même, comme Simpletests pour Drupal depuis sa version 7[réf. nécessaire].

### Sélection réfléchie des cas de test à exécuter
Automatiser les tests de régression n’est pas toujours possible, ou pas toujours économiquement valable au regard des coûts de maintenance des tests automatisés.
Une autre possibilité consiste à limiter le nombre de tests à réaliser à la suite d'une modification :
- soit en se basant sur des statistiques ;
- soit en limitant les tests à certaines catégories de fonctionnalités, en fonction de leur criticité, ou de leur interaction probable avec les fonctionnalités testées ;
- soit en définissant une stratégie de test de régression basée sur les risques.

L'enjeu est donc d’identifier les tests pertinents à jouer manuellement pour minimiser l'effort de test tout en maximisant la couverture des risques de régressions. Cependant pour éviter de laisser passer des régressions il faut établir sa stratégie sur des faits.
Pour améliorer  cette analyse, une solution consiste à prendre l’ « empreinte » de chaque test sur l’application (ce qui est exécuté dans l’application lors d’un test). Cette prise d’empreinte fait le lien entre code, modules fonctionnels et scénarios de tests. Une fois ce lien établi, il est possible de savoir exactement ce que couvre un test en particulier.
Ainsi, lors d’une nouvelle version, il est possible d’identifier quels tests vont couvrir l’intégralité des risques de régression en fonction des modifications apportées à l’application. Définir une stratégie de tests de régression plus efficace devient possible.
Grâce à cette méthode, l’automatisation des tests n’est plus la seule solution car le nombre de tests à dérouler est limité au strict nécessaire.
Même si les tests de non-régression ne sont pas une nouveauté, la méthode extreme programming (XP) en fait un de ses chevaux de bataille pour améliorer la qualité du logiciel[réf. souhaitée].